# 日之影町
日之影町（日语：／ Hinokage chō */?）是位于日本宮崎縣北部的一個城鎮，屬西臼杵郡。轄區全域位於九州山地，包括有傾山、五葉山、釣鐘山、真弓岳等山峰。 

## 歷史
在平安時代至安土桃山時代屬於三田井氏的領地，豐臣秀吉征服九州之後，屬於延岡藩，在廢藩置縣時，屬於延岡縣，後又先後被改編於美美津縣及宮崎縣。

### 年表
- 1879年：設置七折村、岩井川村、分城村各戶長役場。[2]
- 1889年5月1日：實施町村制，設置七折村戶長役場改設七折村役場，岩井川村和分城村合併為岩井川村。
- 1951年1月1日：七折村和岩井川村合併為日之影町。
- 1956年9月30日：岩戶村的部分地區被併入，同時日文名稱改為（發音及意義仍然相同）。

| 1889年以前                 | 1889年5月1日 | 1889年 - 1944年             | 1945年 - 1954年                  | 1955年 - 1988年              | 1989年 - 現在 | 現在                              |
| -------------------------- | ------------ | --------------------------- | -------------------------------- | ---------------------------- | ------------- | --------------------------------- |
|                            | 上野村       | 上野村                      | 上野村                           | 1969年4月1日 併入高千穗町    | 高千穗町      | 高千穗町                          |
|                            | 高千穗村     | 1920年4月1日 改制為高千穗町 | 1920年4月1日 改制為高千穗町      | 1956年9月30日 合併為高千穗町 | 高千穗町      | 高千穗町                          |
|                            | 田原村       |                             |                                  | 1956年9月30日 合併為高千穗町 | 高千穗町      | 高千穗町                          |
|                            | 岩戶村       | 岩戶村                      | 岩戶村                           | 1956年9月30日 併入高千穗町   | 高千穗町      | 高千穗町                          |
| 1956年9月30日 併入日之影町 | 岩戶村       | 岩戶村                      | 岩戶村                           | 日之影町                     | 日之影町      |                                   |
|                            | 七折村       | 七折村                      | 1951年1月1日 合併為日の影町 （） | 日之影町                     | 日之影町      | 1956年9月30日 改名為日之影町 （） |
|                            | 岩井川村     |                             | 1951年1月1日 合併為日の影町 （） | 日之影町                     | 日之影町      | 1956年9月30日 改名為日之影町 （） |

## 交通

### 鐵路
- 高千穗鐵道（因颱風造成鐵路損毀並無法修復，已於2008年12月28日停止營運。）
  - 高千穗線：槇峰車站 - 日向八戶車站 - 吾味車站 - 日之影溫泉車站 - 影待車站 - 深角車站

|  |  |

### 道路
高速道路
- 九州中央自動車道：日之影交流道

## 觀光資源
- 八戶觀音瀑布
- 石垣之村：日本梯田百選之一
- 英國館：國登錄有形文化財

## 本地出身之名人
- 赤星多美子：漫畫家

## 外部連結
- （日語） 日之影町商工會 （页面存档备份，存于）
- （日語） 日之影町觀光協會 （页面存档备份，存于）